# Les Hommes dansants
Les Hommes dansants, aussi traduite Les Danseurs (The Adventure of the Dancing Men en version originale), est l'une des cinquante-six nouvelles d'Arthur Conan Doyle mettant en scène le détective Sherlock Holmes. Elle est parue pour la première fois dans la revue britannique Strand Magazine en décembre 1903, avant d'être regroupée avec d'autres nouvelles dans le recueil Le Retour de Sherlock Holmes (The Return of Sherlock Holmes).

## Résumé

### Situation initiale
M. Hilton Cubitt, propriétaire du manoir de Riding Thorpe dans le Norfolk, fait appel à Sherlock Holmes car depuis quelque temps, sa jeune femme, Elsie, l’inquiète. Ils sont mariés depuis à peine un an. Elsie est américaine ; elle a fait promettre à son mari de ne jamais l’interroger sur son passé — promesse qu’en parfait gentleman, il tient à respecter. Tout allait bien jusqu’à ce qu’Elsie reçoive une lettre des États-Unis, qui la perturba beaucoup et qu’elle jeta au feu. 
Depuis, de curieux gribouillages d’aspect enfantin sont apparus dans la propriété des Cubitt. Ils représentent des ribambelles de petits bonshommes qui semblent être en train de danser. Ces dessins surgissent de façon mystérieuse : parfois sur des bouts de papier déposés pendant la nuit, parfois griffonnés à la craie sur un mur, une porte ou le rebord d’une fenêtre. Chaque fois, leur découverte semble terrifier Elsie, mais elle n’en donne aucune explication à son mari.

### Résolution
Holmes demande à Cubitt de lui transmettre une copie fidèle de chaque nouveau message des « hommes dansants ». Grâce au matériel ainsi rassemblé, Holmes parvient à briser le code secret des mystérieux graffiti. 
Le dernier message déchiffré est particulièrement glaçant et alerte Holmes. Le détective se précipite au manoir de Ridling Thorpe, pour y découvrir Cubitt tué d’une balle en plein cœur et sa femme gravement blessée à la tête. 
Est-ce un meurtre suivi d’un suicide ? À la stupéfaction de l’inspecteur de police local, Holmes découvre vite qu’il n’en est rien. Plusieurs indices lui font suspecter l’implication d’une troisième personne, qui est aussi certainement l’auteur des messages codés. 
Pour étayer ses soupçons, Holmes devra recourir de nouveau à ses compétences de cryptologue.

### Une énigme cryptographique
L’intrigue de la nouvelle Les Hommes dansants repose sur une énigme cryptographique. 
Dans cette nouvelle, Sherlock Holmes réussit à briser le code des messages chiffrés qui terrifient la femme de son client. Ces messages sont composés de suites de symboles différents, en forme de personnages (appelés stickmen) agitant les bras et les jambes, parfois munis de petits drapeaux : les « hommes dansants ».

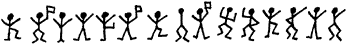
Message codé de la nouvelle des Hommes dansants.

Sherlock Holmes parvient à comprendre la signification de ces séries de dessins en étudiant les fréquences d'apparition de chaque personnage, selon la méthode de l'analyse fréquentielle. Le chiffre de ce cryptogramme est en fait très simple. Il s’agit d’une substitution alphabétique : chaque petit personnage représente une lettre. L’intérêt de ce chiffre est sa discrétion : utilisé dans des messages gribouillés sur des murs ou des bouts de papier, il passe inaperçu car on peut le prendre pour un dessin d'enfant — ce que fait d'abord le docteur Watson, bien sûr ! Ces gribouillis sont en fait une forme de stéganographie, l'art de rendre anodins les messages les plus secrets.

## Adaptations filmées
- 1942 : Sherlock Holmes et l'Arme secrète
- 1984 : Deuxième épisode des Aventures de Sherlock Holmes (série télévisée)
- 2010 : Le Banquier aveugle, épisode de la série télévisée Sherlock (BBC)

## Livre audio en français
- Arthur Conan Doyle, Les Hommes dansants [« The Adventure of the Dancing Men »], Paris, La Compagnie du Savoir, coll. « Les enquêtes de Sherlock Holmes », 2011 (EAN 3760002133966, BNF 42478225)Narrateur : Cyril Deguillen ; support : 1 disque compact audio ; durée : 1 h 10 min environ ; référence éditeur : La Compagnie du Savoir CDS087. Le nom du traducteur n'est pas indiqué. hommes des hommes dansants